# Florian Gregor
Florian Gregor (* in Salzgitter) ist ein deutscher Filmproduzent und Drehbuchautor. 

## Leben
Gregor drehte gemeinsam mit dem späteren Filmregisseur Philipp Scholz zu Schulzeiten seine ersten Filme drehte. 2009 gründeten sie gemeinsam The Fu King Production, eine Hamburger Filmproduktionsfirma. Gregor lebt in Hamburg und arbeitet als Drehbuchautor, Regisseur, Creative Producer und Konzepter für Spiel- und Werbefilme.
Gregor studierte an der Fachhochschule Kiel Multimedia Production.
Seine Kurzspielfilme liefen auf mehr als 200 Filmfestivals weltweit und haben über 45 Auszeichnungen erhalten, darunter u. a. der Friedrich Wilhelm Murnau-Filmpreis und der FFA Short Tiger. Sein Kurzfilm Steffi gefällt das wurde in Rahmen einer Aufführung von German Films und der FFA im Jahr 2013 bei den Filmfestspielen in Cannes gezeigt. 2016 feierte sein Debütspielfilm als Autor 1000 Mexikaner Premiere auf dem Filmfest Hamburg.

## Filmografie
- 2003: Salzgitter City Gangsta Style
- 2003–2007: Die Manni & Kalle Trilogie
- 2007: The Dead Meat
- 2008: Clint
- 2011: Ronny
- 2012: Steffi gefällt das
- 2016: 1000 Mexikaner